# دره باد
دره باد، روستایی از توابع بخش درودزن شهرستان مرودشت در استان فارس ایران است.
زبان و گویش مردم روستای دره باد زبان ترکی قشقایی می‌باشد. شغل بیشتر مردم روستا کشاورزی و دامداری است و صنایع دستی روستا قالی، قالیچه، جاجیم، گلیم می باشد.
آب و هوای این روستا آب و هوای کوهستانی و تقریباً رو به معتدل می‌باشد، به طوری که از مناطقی است که چهار فصل را در آن به صورت مشهود احساس می‌کنید. دشت گل میان(دره باد) از حاصلخیزترین دشت های استان فارس است.
برنج دری باد یکی از خوش طعم ترین و معطرترین برنج ایران است که در مقایسه با انواع دیگر برنج ها، یکی از بی نظیرترین ها می باشد. صنعت زنبورداری (تولید عسل و ژل رویال)رو به گسترش است.این روستا رکورد دار تولید ژل رویال در جنوب کشور میباشد. سایر محصولات کشاورزی، به ترتیب اهمیت و میزان تولید به شرح ذیل است: گندم، جو، برنج، گوجه فرنگی و ذرت علوفه ای.
دامپروری در این روستا به شکل سنتی رایج است.تعداد دام سبک در سال 1401شمسی بالغ بر ۸۰۰۰ هشت هزار راس براورد شده است(گوسفند و بز).پرورش دام سنگین نیز به صورت سنتی و متمرکز در درون روستا وجود دارد.
وجود گیاهان مرتعی متنوع و غنی از جمله عوامل کاهش هزینه تولید و افزایش رو به رشد پرورش دام سبک در روستا میباشد.

## جمعیت
این روستا در دهستان ابرج قرار دارد و براساس سرشماری مرکز آمار ایران در سال 1390، جمعیت آن 1٬350 نفر (341 خانوار) می‌باشد.  